# Bandeirantes d'Oeste
Bandeirantes d'Oeste é um distrito do município brasileiro de Sud Mennucci, no interior do estado de São Paulo.

## História

### Origem
A história de Bandeirantes d'Oeste começa por volta de 1945, quando surgiram as duas primeiras casas às margens da estrada que ligava Auriflama a Pereira Barreto.
O novo povoado atraiu outras famílias que chegaram para trabalhar como agricultores nas fazendas da região. Depois de alguns anos um fazendeiro do local fez uma doação de 10 alqueires de terra para seus funcionários e assim começou a surgir a pequena localidade. As famílias passaram a formar pequenas propriedades rurais, foram gerando novos empregos e atraindo mais moradores para o local. O local foi batizado de Bandeirantes d'Oeste e pertencia à cidade de Pereira Barreto.
Naquela época a base da economia era o plantio de café e algodão, mas com o passar dos anos a agricultura foi diminuindo e as pastagens aumentando. O gado tomou conta das roças e a pecuária também teve um papel importante no distrito. O comércio cresceu e começou a atender melhor as necessidades dos moradores. Dessa forma foi se criando um povoado que demandava reforço na infraestrutura. Hoje, o distrito conta com uma administração regional e tem vida própria.

### Formação administrativa
- Pedido para criação do distrito através de processo que deu entrada na Assembléia Legislativa do Estado de São Paulo no ano de 1963, mas como não atendia os requisitos necessários exigidos por lei para tal finalidade o processo foi arquivado[2].
- Lei nº 1.132 de 03/09/1990 - Cria e estabelece o distrito de Bandeirantes d'Oeste, fixa suas linhas divisórias[3].

### Pedido de emancipação
O distrito tentou a emancipação político-administrativa e ser elevado à município, através de processo que deu entrada na Assembléia Legislativa do Estado de São Paulo no ano de 1990, mas como não atendia os requisitos necessários exigidos por lei para tal finalidade, o processo foi arquivado.

## Geografia

### Localização
O distrito está situado a 21 km da cidade de Sud Mennucci.

### Demografia

#### População urbana
| Crescimento população urbana | Crescimento população urbana | Crescimento população urbana | Crescimento população urbana |
| Censo                        | Pop.                         |                              | %±                           |
| ---------------------------- | ---------------------------- | ---------------------------- | ---------------------------- |
| 1980                         | 781                          |                              | —                            |
| 1991                         | 1 059                        |                              | 35,6%                        |
| 2000                         | 1 260                        |                              | 19,0%                        |
| 2010                         | 1 277                        |                              | 1,3%                         |
| Fonte: IBGE e Fundação SEADE |                              |                              |                              |

#### População total
Pelo Censo 2010 (IBGE) a população total do distrito era de 1 431 habitantes.

### Área territorial
A área territorial do distrito é de 125,089 km².

### Rodovias
O principal acesso ao distrito é a Rodovia Feliciano Salles da Cunha (SP-310).

## Serviços públicos

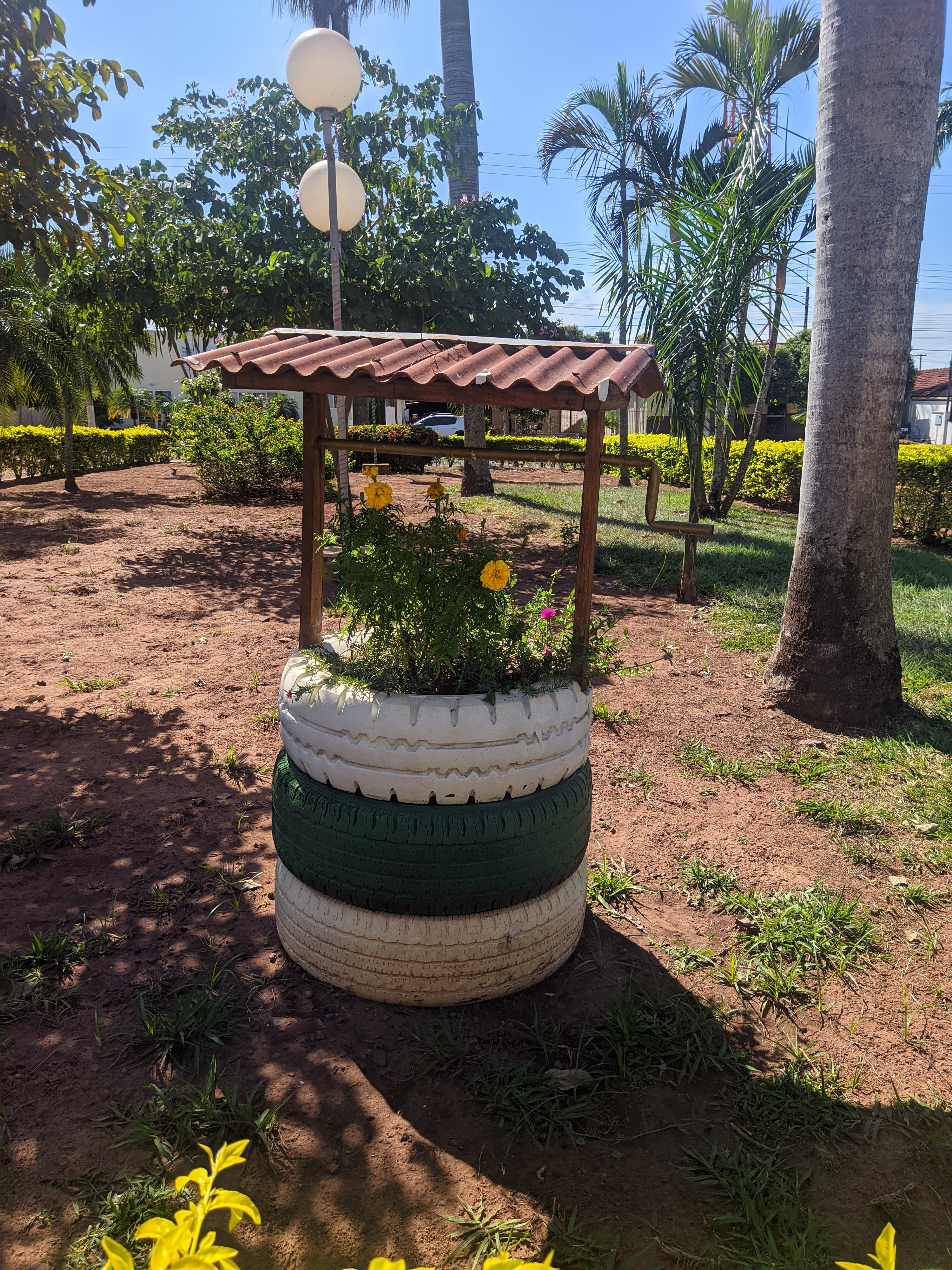
Praça.

### Administração
- Subprefeitura de Bandeirantes d'Oeste[8]

### Registro civil
Feito na sede do município, pois o distrito não possui Cartório de Registro Civil das Pessoas Naturais.

### Educação
- Creche e Berçário Menino Jesus
- EMEI "Floricida Aparecida Coghi"
- EMEF "José Benigo Gomes"

### Saúde
- UBS de Bandeirantes d'Oeste

### Saneamento
O serviço de abastecimento de água é feito pela Companhia de Saneamento Básico do Estado de São Paulo (SABESP), contando com 100% de abastecimento de água potável e com as instalações da rede de esgoto em andamento.

### Energia
A responsável pelo abastecimento de energia elétrica é a Neoenergia Elektro, antiga CESP.

### Telecomunicações
O distrito era atendido pela Telecomunicações de São Paulo (TELESP), que inaugurou a central telefônica utilizada até os dias atuais. Em 1998 esta empresa foi vendida para a Telefônica, que em 2012 adotou a marca Vivo para suas operações.

## Atividades econômicas
A economia continua tendo base na agricultura, com o plantio de cana-de-açúcar, semente de capim e milho, e na pecuária de corte e leite. Possui ainda 37 estabelecimentos comerciais, e a Cooperativa de Corte e Costura, que tem incentivo da prefeitura, também ajuda as mulheres do distrito a gerar renda e complementar o orçamento familiar.

## Religião

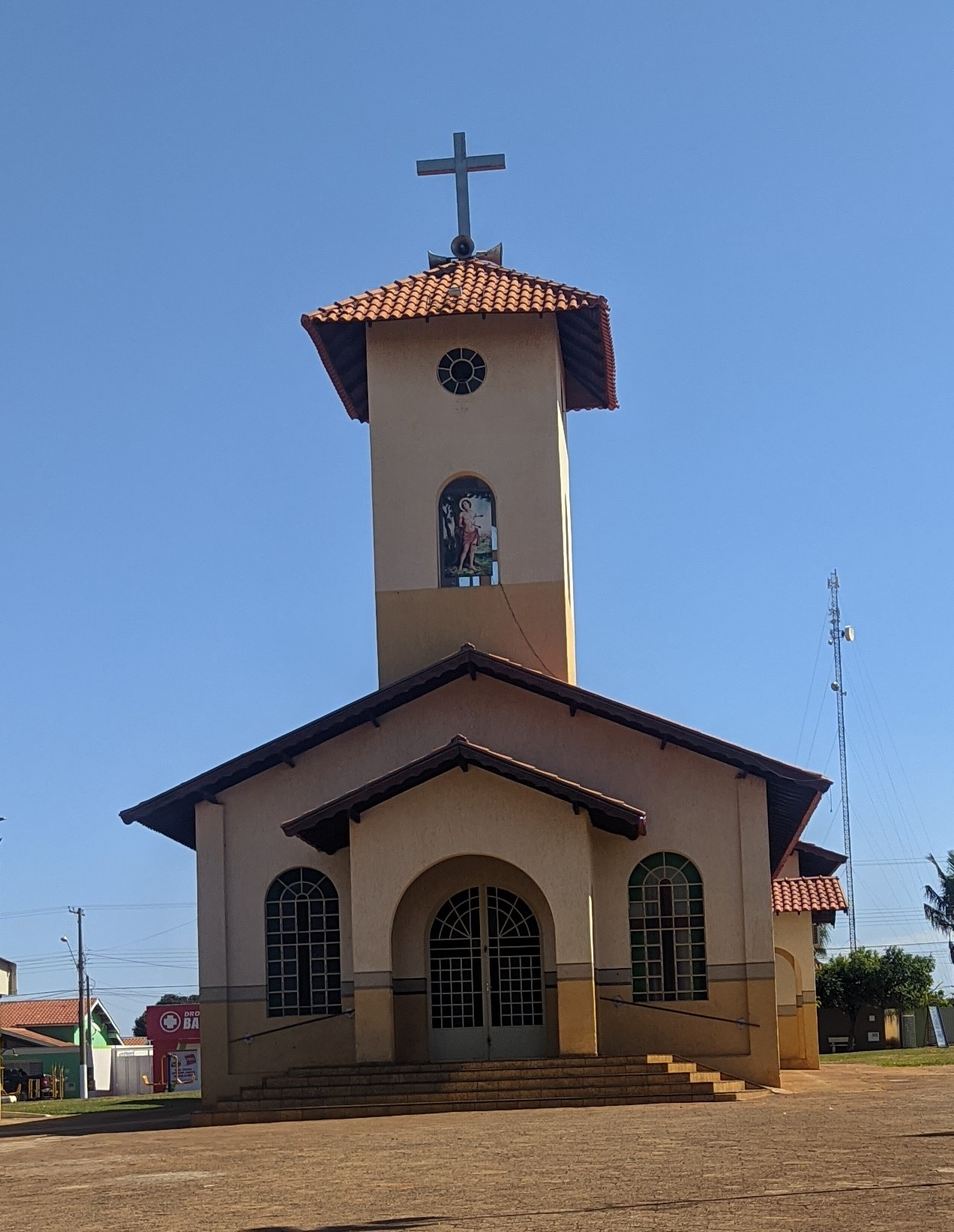
Igreja.

O Cristianismo se faz presente no distrito da seguinte forma:

### Igreja Católica
- A igreja faz parte da Diocese de Jales[17].

### Igrejas Evangélicas
- Congregação Cristã no Brasil[18].